# 田單號巡防艦
田單號飛彈巡防艦（舷號：PFG-1110），為中華民國海軍成功級巡防艦八號艦，成功級第一批僅計劃建造7艘，田單號為1998年批准以成功級規格建造（原計劃以換裝相位陣列雷達等更加先進的ACS艦規格建造），2001年2月22日開工、2002年10月17日下水、2004年3月11日服役，與同型艦均為美國海軍派里級巡防艦修改型。原型以船團護衛任務為主要設計核心，在取代陽字號而生產的前提下，中華民國海軍於田單號安裝國造雄風飛彈以增強反艦能力，但與前七艘不同的是，田單號取消設置於二舷舷側波佛斯L70/40公釐單管快砲。
派里級的設計以反潛作戰為主，於低威脅環境下為遠洋船團護航及作為兩棲登陸船團的屏衛，在機能設計上屬於二線、低造價、可犧牲的艦艇。囿於台灣海峽防衛作戰需求與美國對台軍售限制，田單軍艦除負責反潛作戰外，也擔負艦隊區域防空任務。目前田單號配屬海軍一四六艦隊，母港為海軍馬公基地測天島軍港，平時負責台灣海峽海域偵巡任務。

## 艦歷

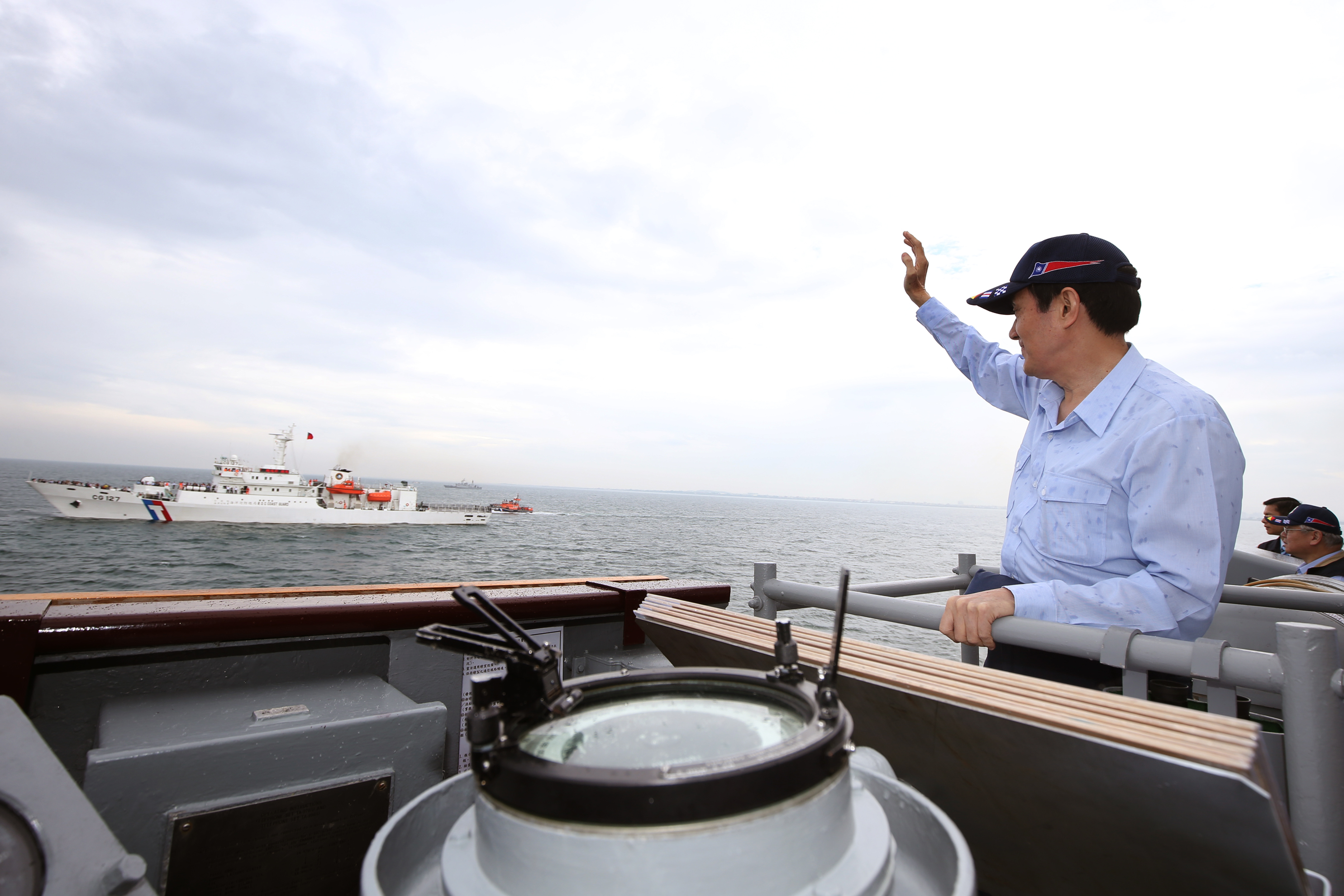
2015年中華民國總統馬英九搭乘田單軍艦出海驗收國軍聯合行政院海岸巡防署護漁操演，向行政院海岸巡防署海洋巡防總局新北艦（CG-127）揮手。

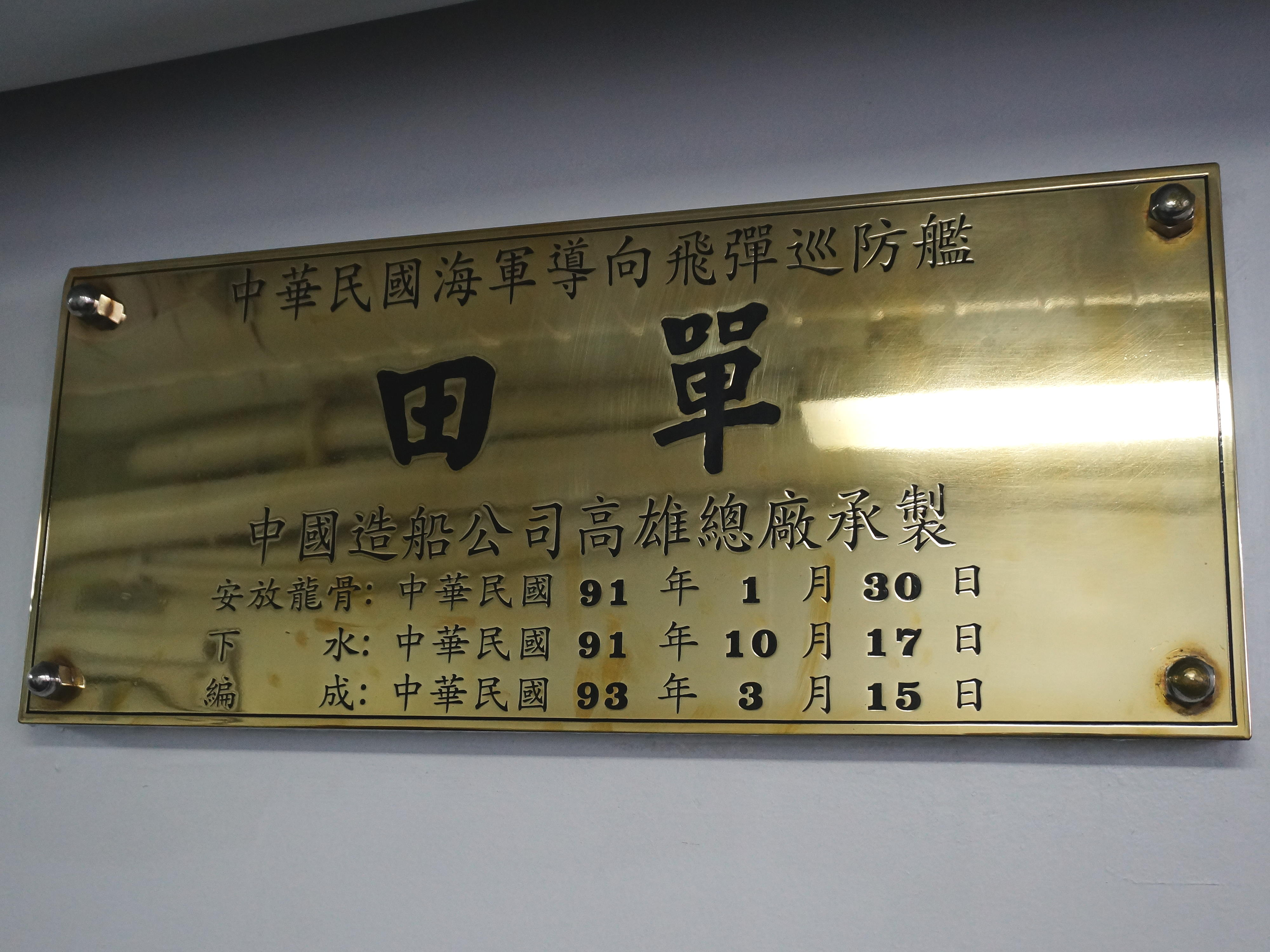
艦上中央走道左舷側壁上的艦名銘牌。

在建造階段中船共訂購了建造8艘成功級所需的船材，由於田單號原計劃大幅修改構型並自成田單級巡防艦（ACS小神盾），因此主要裝備只購買7艘。計劃取消後，第8艘的相關料件改列備份料件；但不建造將導致中船虧損，因此中船積極爭取建造。1998年海軍總司令部同意以成功級規格建造田單號並送呈國防部批准奉核，由於船材早已備妥，建造費用以及購買主要設備也能由建造前七艘的結餘款支應，因此無需重新送審。準備設備時，由於距建造七號艦張騫號已有數年，許多機電輔助設備早已停產需請美商重開生產線（包括泵浦、三相交流電動機、空調製冷主機，Mk 13單臂發射器等），故造價相對昂貴，部分設備也因此與前7艘不同；此外，MK-13發射器原廠也無意重開生產線，海軍只好向美國海軍購買舊品，美軍於庫存中找到一套拆自除役艦的堪用舊品，整修之後交付海軍，田單號在2001年2月22日在中國造船公司（今台灣國際造船公司）高雄廠區安放龍骨。
2002年10月17日上午時任總統陳水扁與副總統呂秀蓮於中國造船公司高雄廠區舉行田單號命名下水典禮，在總統致詞後，由副總統呂秀蓮正式命名為「中華民國海軍田單軍艦」與執行擲瓶下水儀式，經過2年試航後，田單號於2004年3月11日交付成軍，正式服役。
2005年7月9日8時田單艦靠泊左營軍港不久被艦上官兵發現被服艙外頭的鋼板出現一破口，於是調派焊接人員進行焊接修補工程，約18時30分艦尾被服艙發生悶燒，約19時確定是被服艙起火遂調派鄰近救火班與二組人員支援搶救，20時控制火勢，約21時10分時完全撲滅確定被服艙不再發生冒煙，此次火災並無造成傷亡與嚴重損害，因此未影響參與隔週漢光演習，海軍研判可能是由於焊接產生的高溫與隔熱工作不確實導致緊鄰的被服艙起火
。 
2018年6月11日漢光34號演習，田單號納編海空軍飛彈射擊訓練任務，7月15日射擊支隊長吳立平少將率各艦艇前往九鵬海域。紀錄顯示，7月16日7時7分由田單號艦長孫康華上校下達允許發射命令，7時10分00秒田單艦抵發射位置，航向347度T、速率10節，靶船中權號戰車登陸艦（(LST-221)）方位067度T、距離47公里北緯22度05分、東經121度3分。田單艦此時發射一發雄風三型反艦飛彈（二號發射架4號彈，編號S015），飛彈以2.2到2.4馬赫速率飛行，於7時11分11秒命中二號靶艦。
參與2019年敦睦遠航訓練支隊，由磐石號油彈補給艦擔任旗艦納編「田單軍艦」及武昌號巡防艦，並由王國強少將率隊，期間靠泊靠泊帛琉、馬紹爾群島、索羅門群島。
2023年3月24日，本艦於南部海域利用廣播和戰術機動驅離共軍056A型銅仁號。
2023年8月19日海軍派遣本艦監控在台灣週邊海域進行軍事操演的共軍徐州號飛彈護衛艦。

## 歷任艦長
| 順序 | 姓名   | 軍銜 | 上任日期       | 卸任日期       |
| ---- | ------ | ---- | -------------- | -------------- |
| 1    | 王治平 | 上校 | 2003年12月16日 | 2005年9月9日   |
| 2    | 郭懷慎 | 上校 | 2005年9月9日   | 2007年6月16日  |
| 3    | 蕭怡仁 | 上校 | 2007年6月16日  | 2008年12月16日 |
| 4    | 趙璟煦 | 上校 | 2008年12月16日 | 2010年10月16日 |
| 5    | 龍實寧 | 上校 | 2010年10月16日 | 2011年10月16日 |
| 6    | 彭巧明 | 上校 | 2011年10月16日 | 2012年10月16日 |
| 7    | 張瑞麟 | 上校 | 2012年10月16日 | 2013年10月16日 |
| 8    | 吳文華 | 上校 | 2013年10月16日 | 2015年6月1日   |
| 9    | 馬汝廉 | 上校 | 2015年6月1日   | 2016年5月1日   |
| 10   | 胡松泉 | 上校 | 2016年5月1日   | 2017年6月1日   |
| 11   | 孫康華 | 上校 | 2017年6月1日   | 2019年12月1日  |
| 12   | 李豫程 | 上校 | 2019年12月1日  | 2021年12月1日  |
| 13   | 鄒觀成 | 上校 | 2021年12月1日  | 2023年10月1日  |
| 14   | 邱俊凱 | 上校 | 2023年10月1日  | 現任           |

## 圖庫

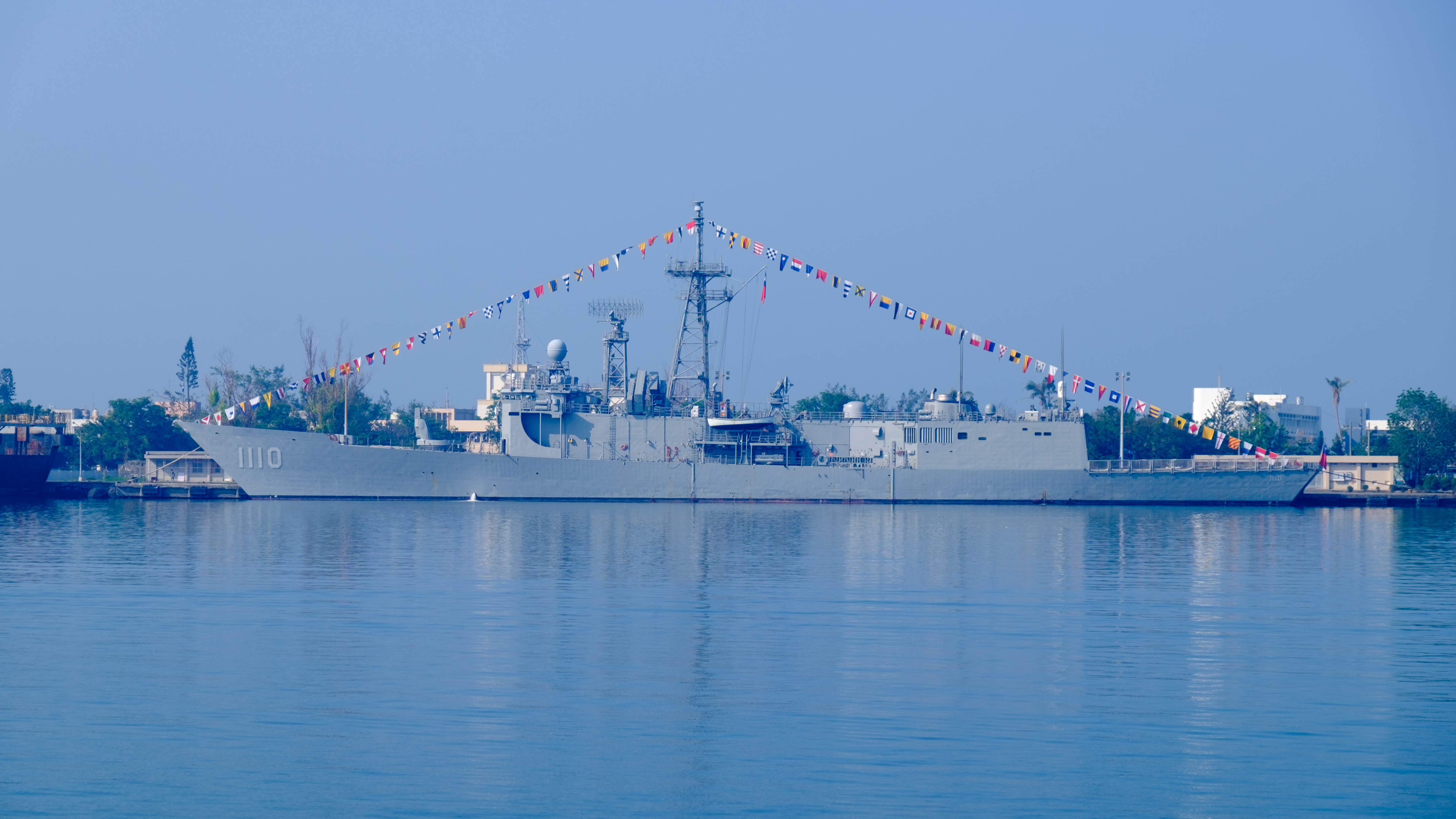
停泊左營軍港的田單號巡防艦（PFG2-1110），攝於2016年營區開放活動上午。
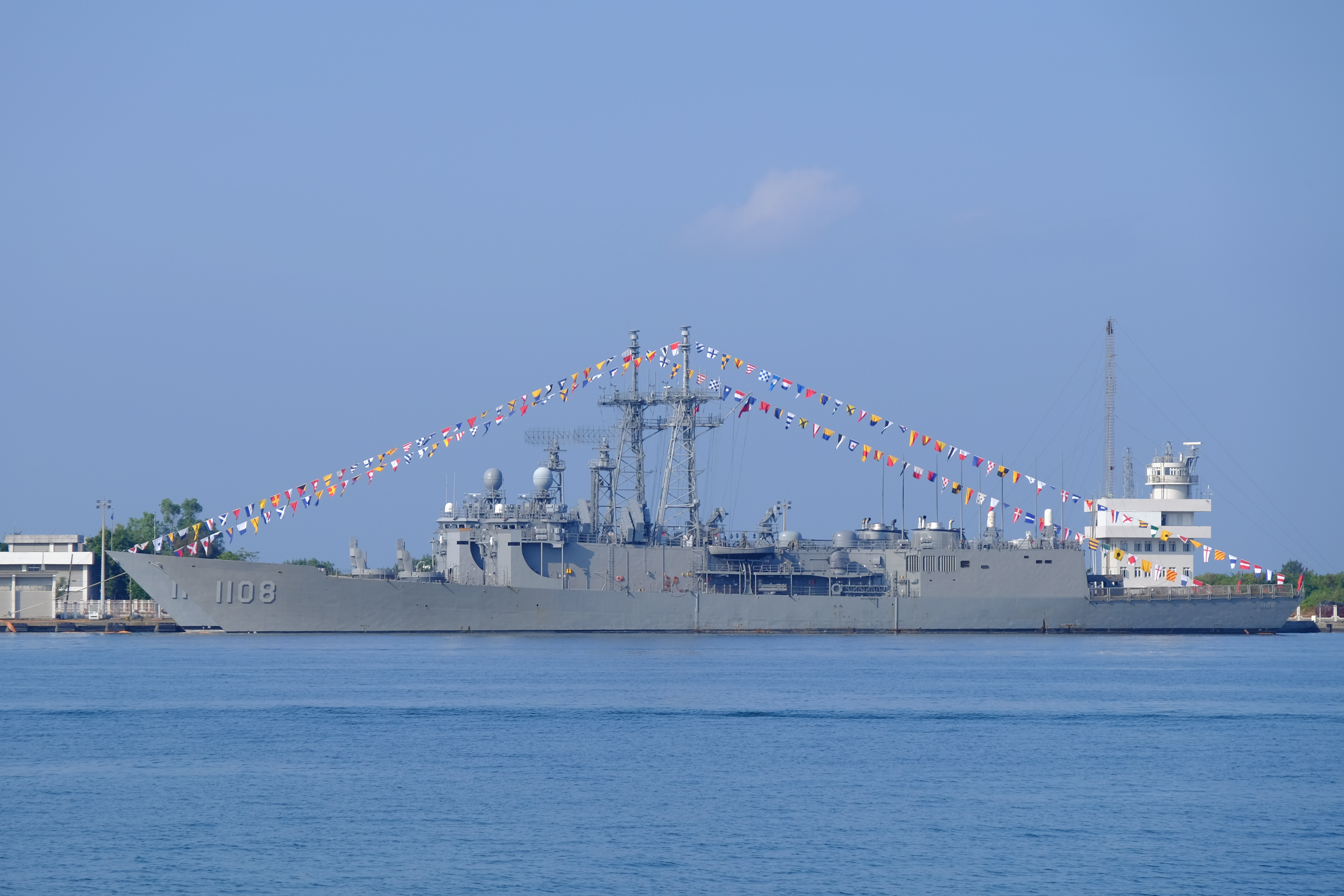
停泊左營軍港的班超軍艦（PFG2-1108）與內側的田單軍艦，攝於2014年營區開放活動上午。
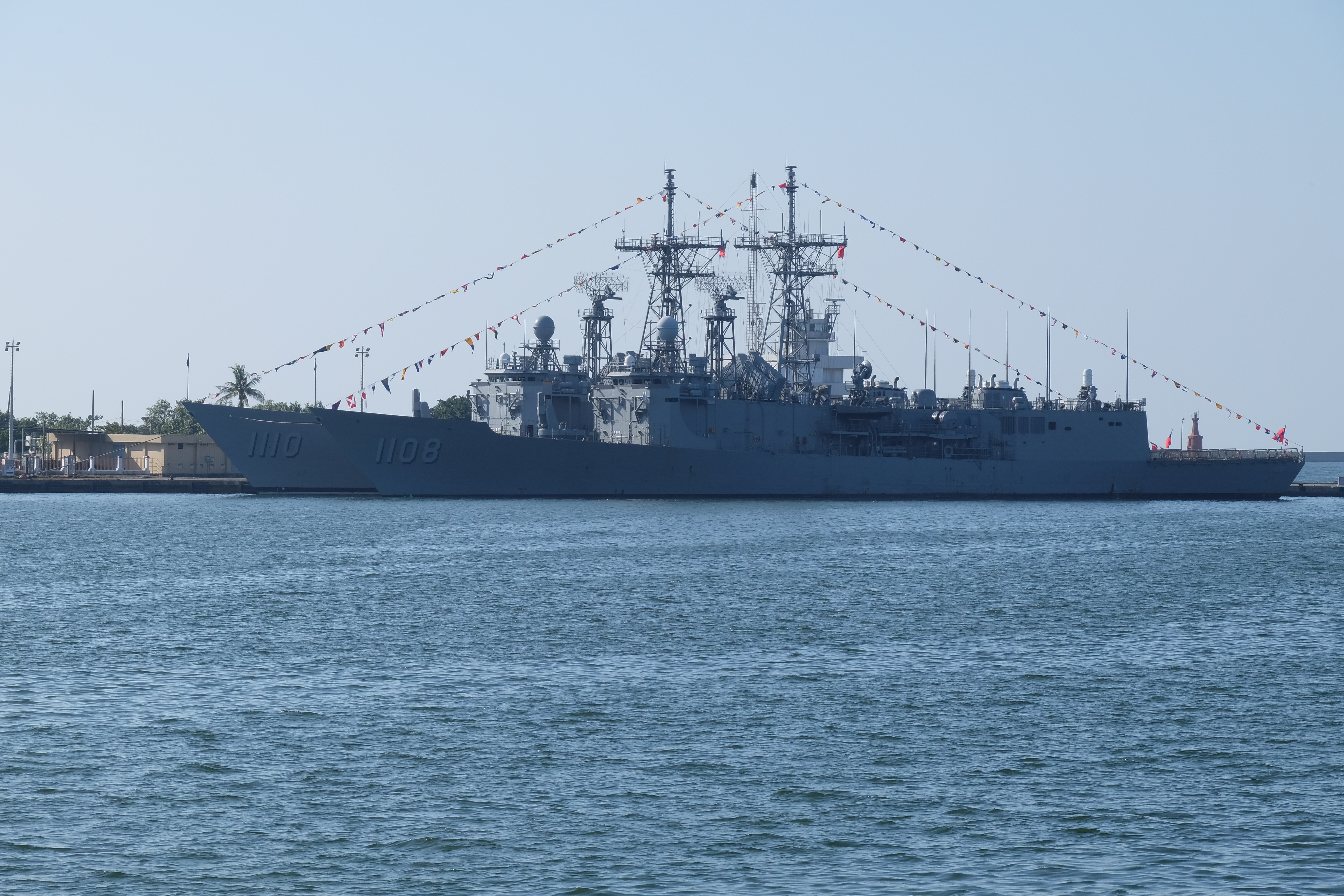
停泊左營軍港的班超軍艦（PFG2-1108）與內側的田單軍艦，攝於2014年營區開放活動下午。
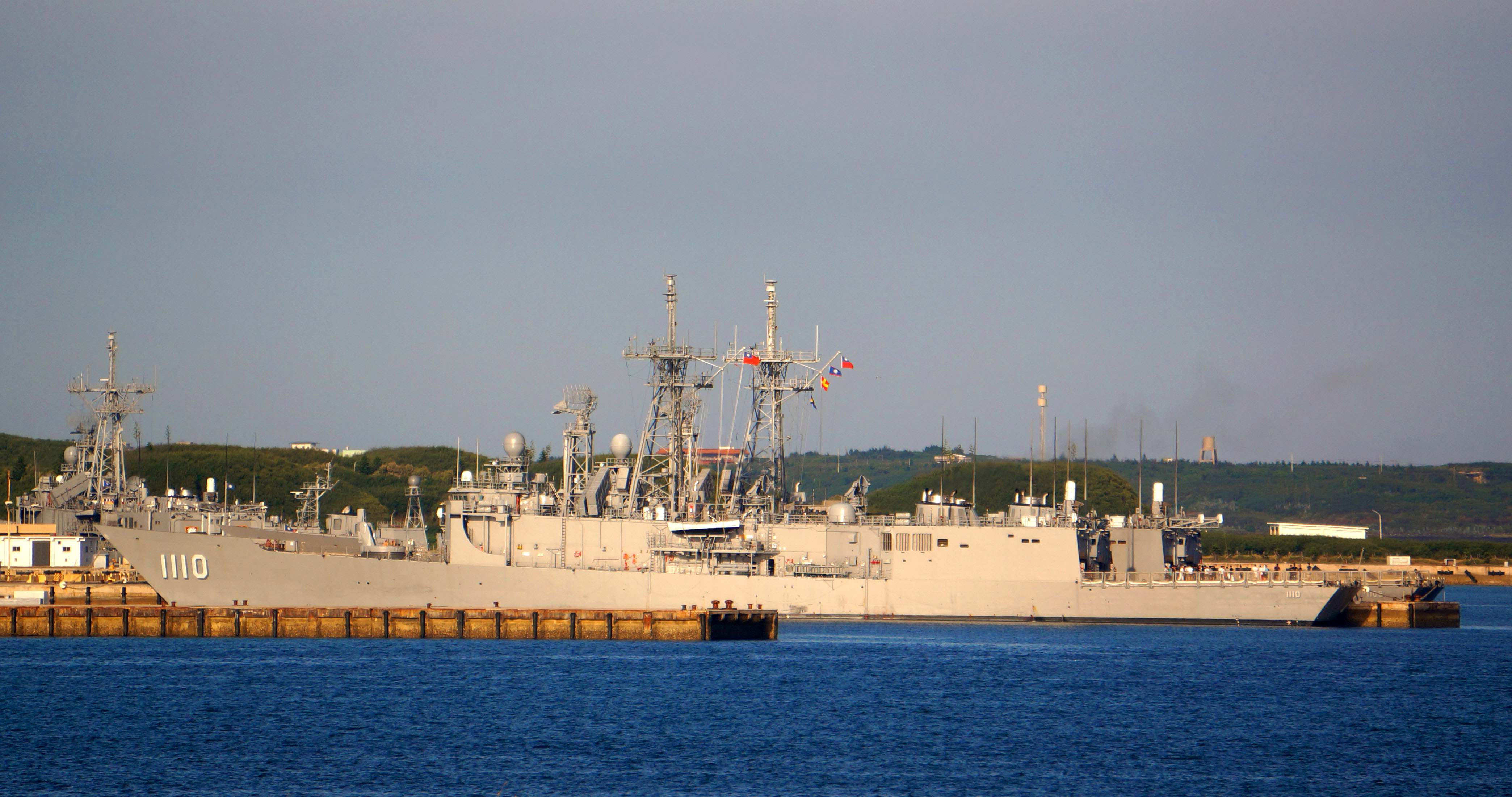
田單軍艦與後方的繼光軍艦（PFG-1105）並排停泊海軍馬公基地測天島軍港。
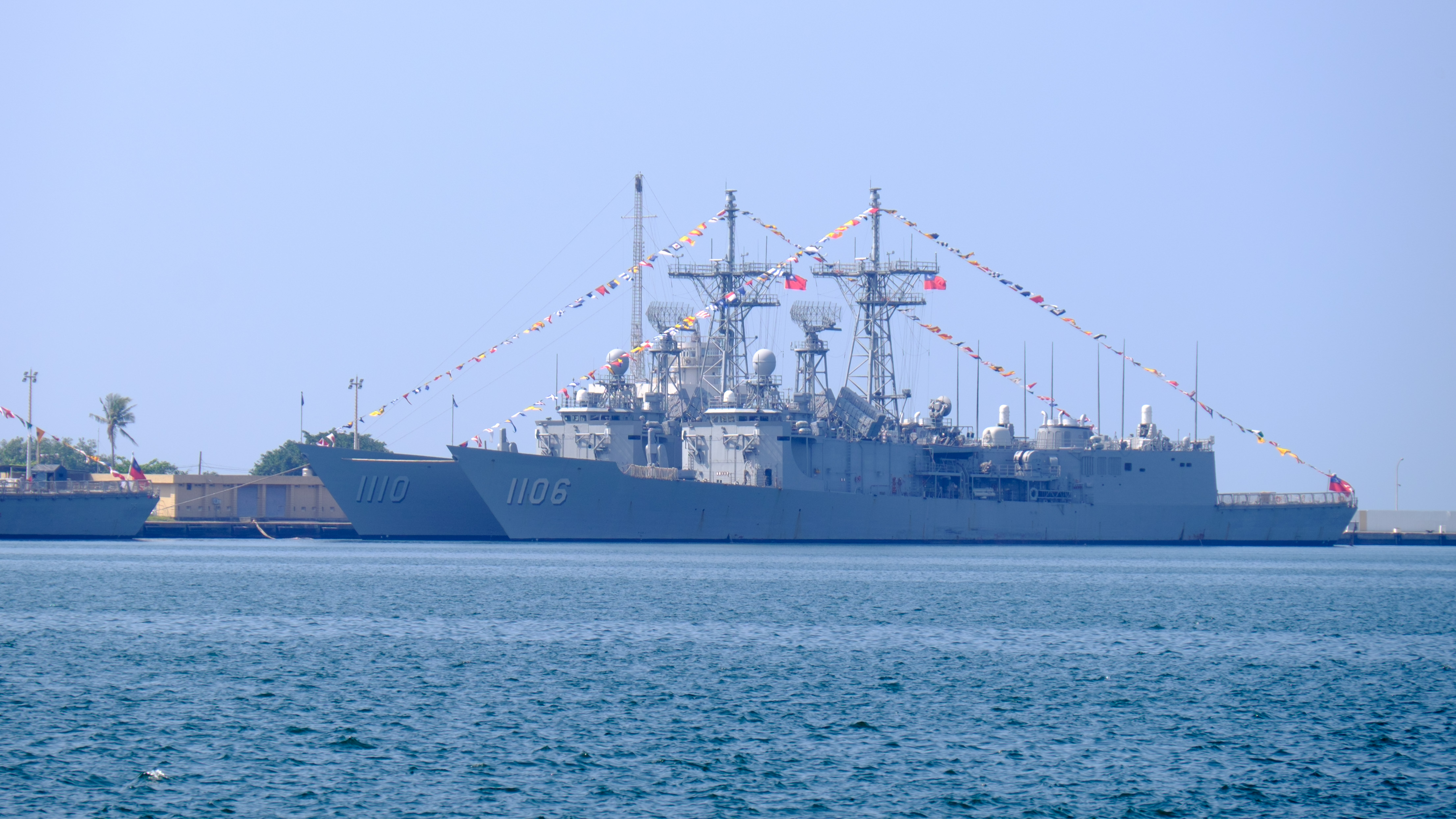
停泊左營軍港的岳飛軍艦（PFG2-1106，右）與田單軍艦（左），攝於2015年營區開放活動。
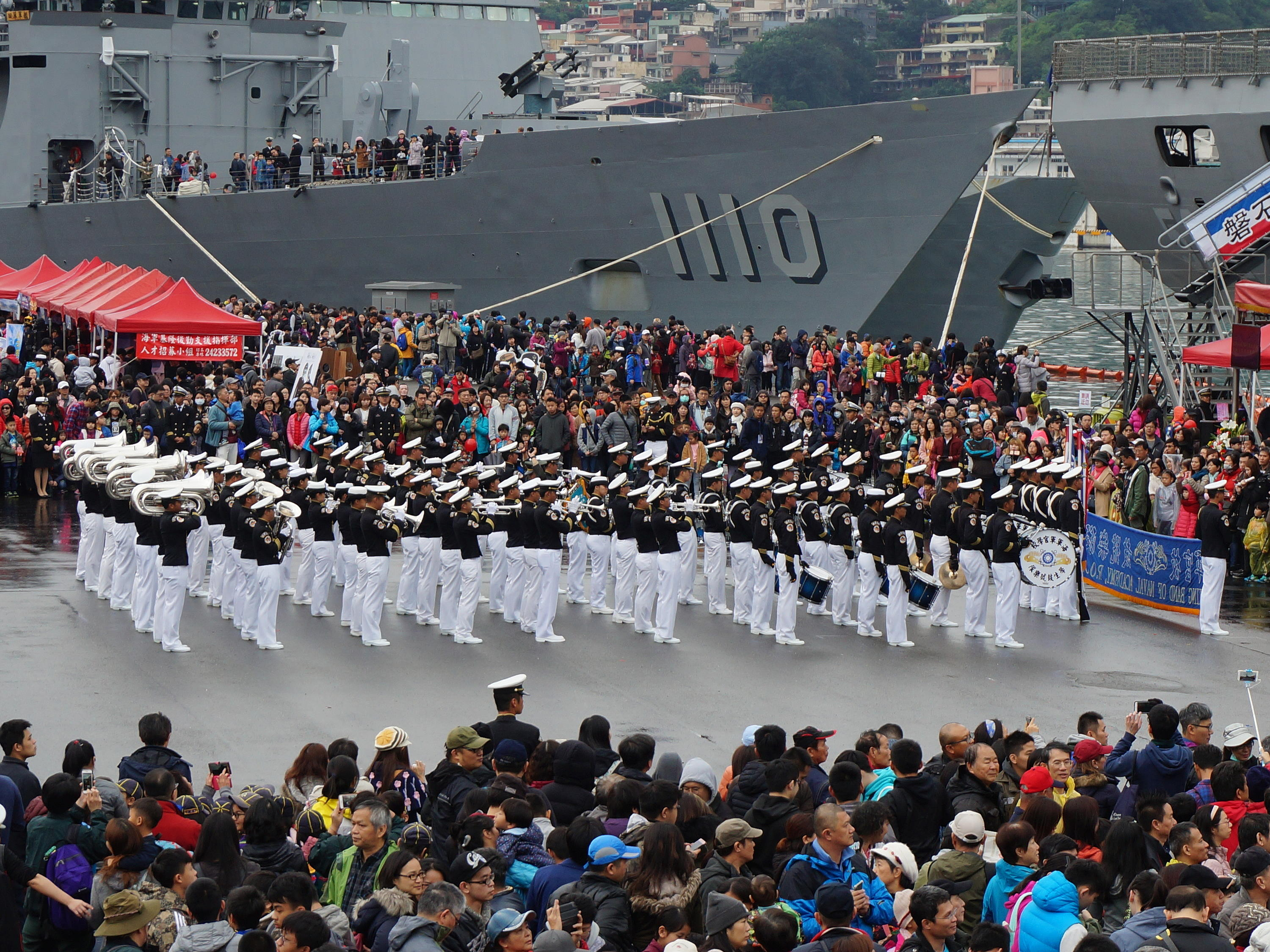
2019年敦睦遠航訓練支隊於基隆港開放參觀，田單軍艦艦首艏右前方，基隆港東岸海軍碼頭演奏中的海軍軍官學校學生鼓號樂隊。
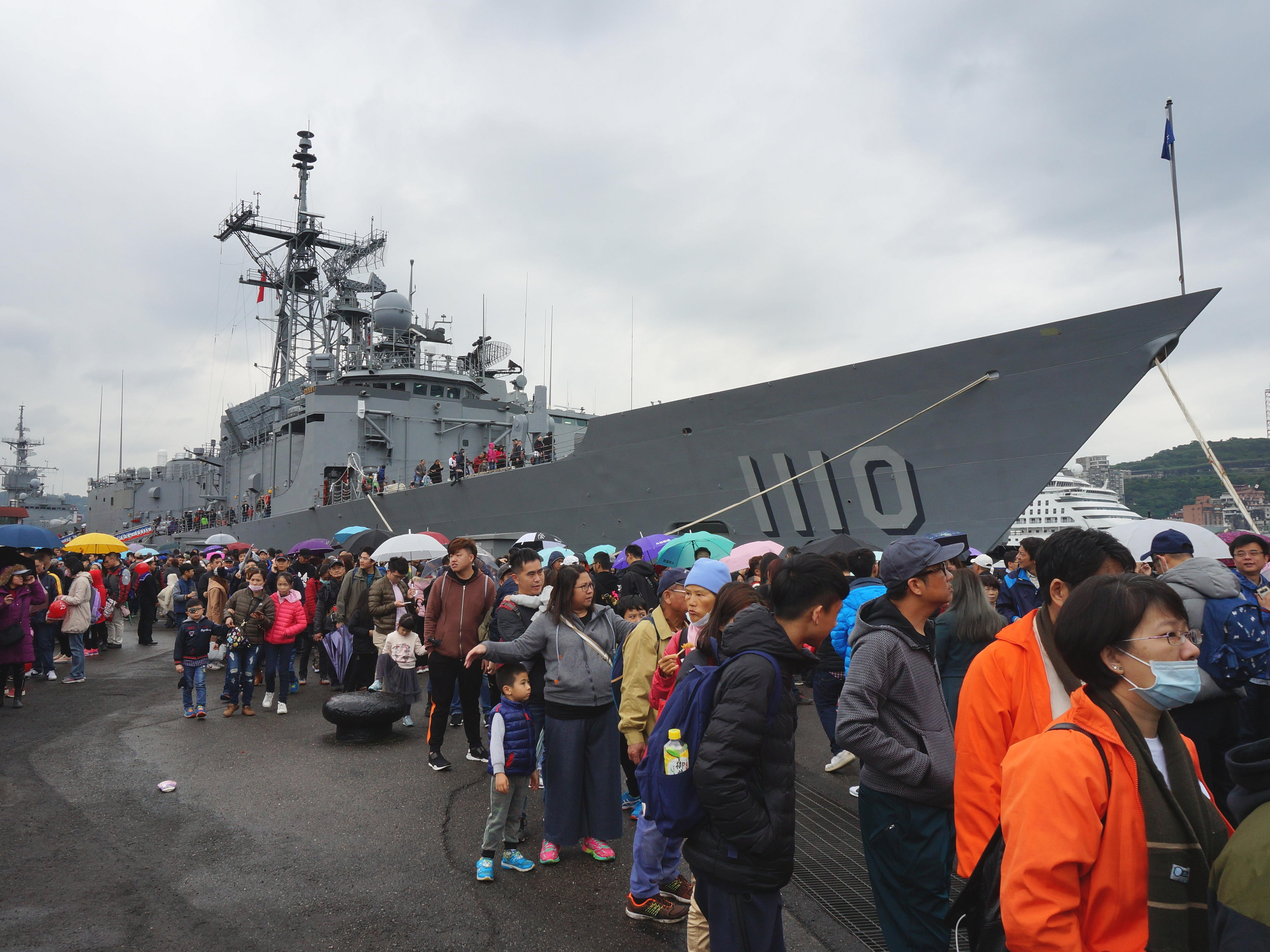
2019年敦睦遠航訓練支隊訪問基隆，基隆港東岸海軍碼頭，田單軍艦艦首右舷與等待參觀本艦的遊客隊伍。
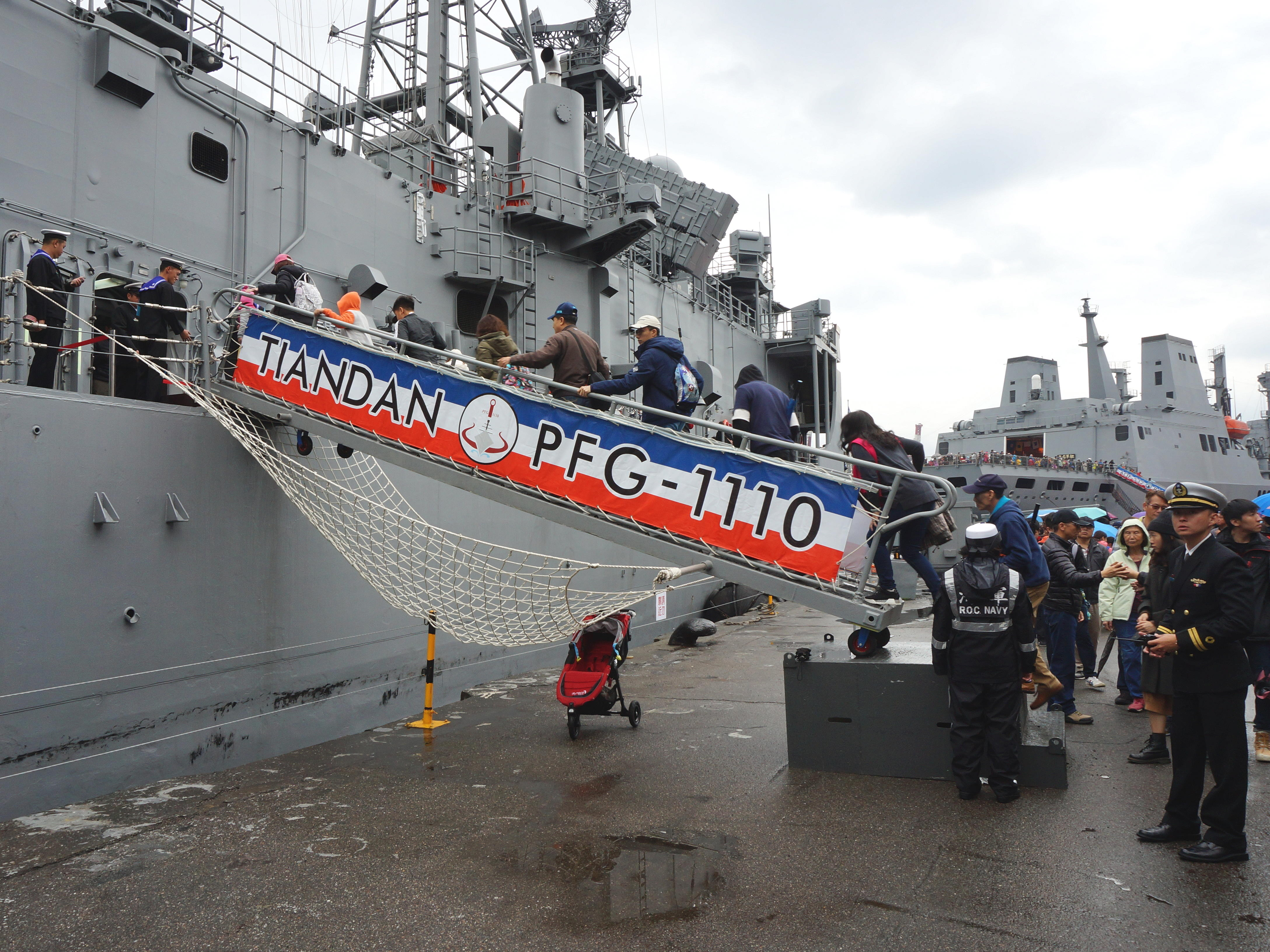
2019年敦睦遠航訓練支隊訪問基隆，田單軍艦訪客排隊從右舷中部舷梯登艦參觀。
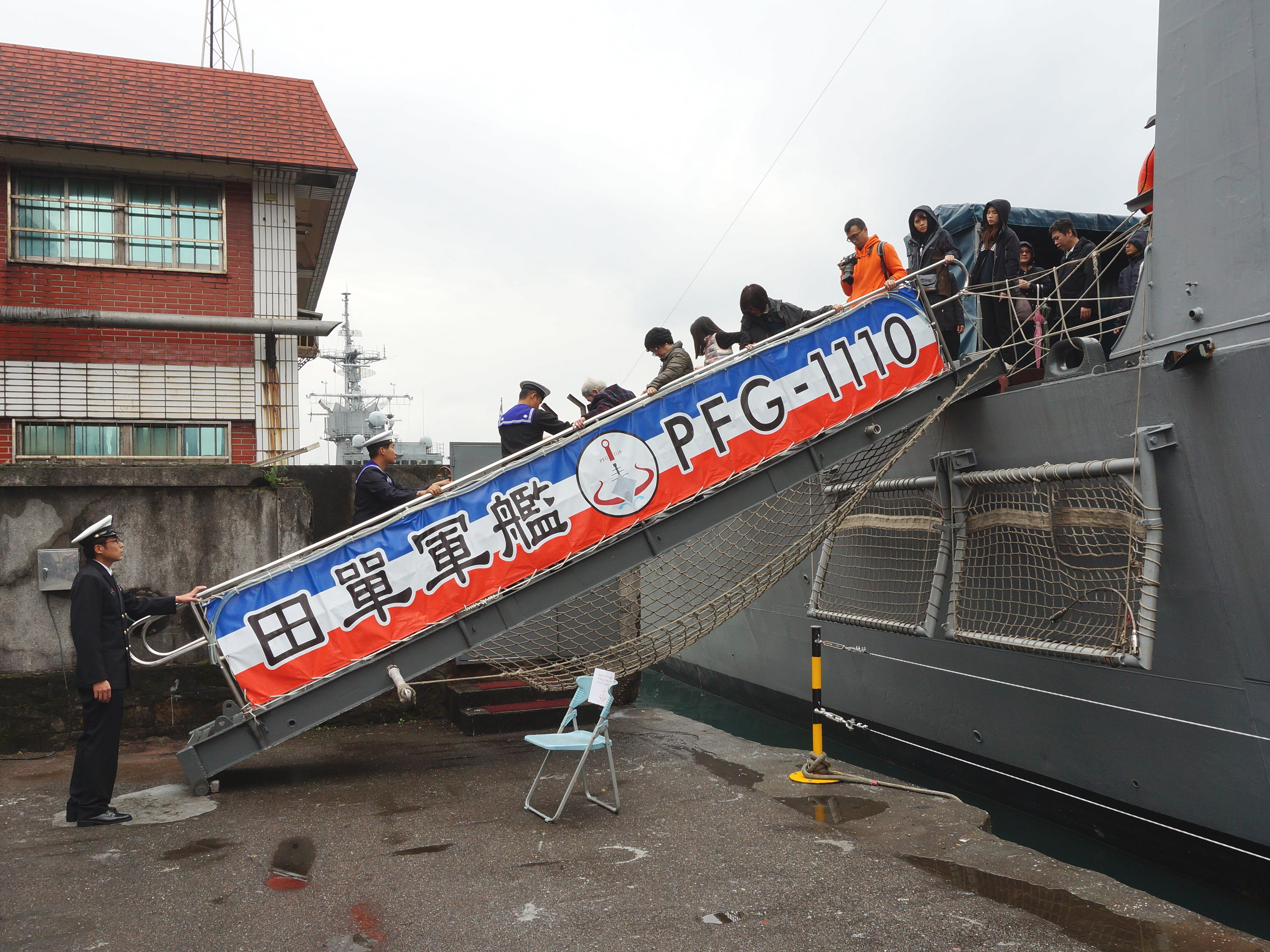
2019年敦睦遠航訓練支隊訪問基隆，田單軍艦訪客排隊從右舷後部舷梯離艦。
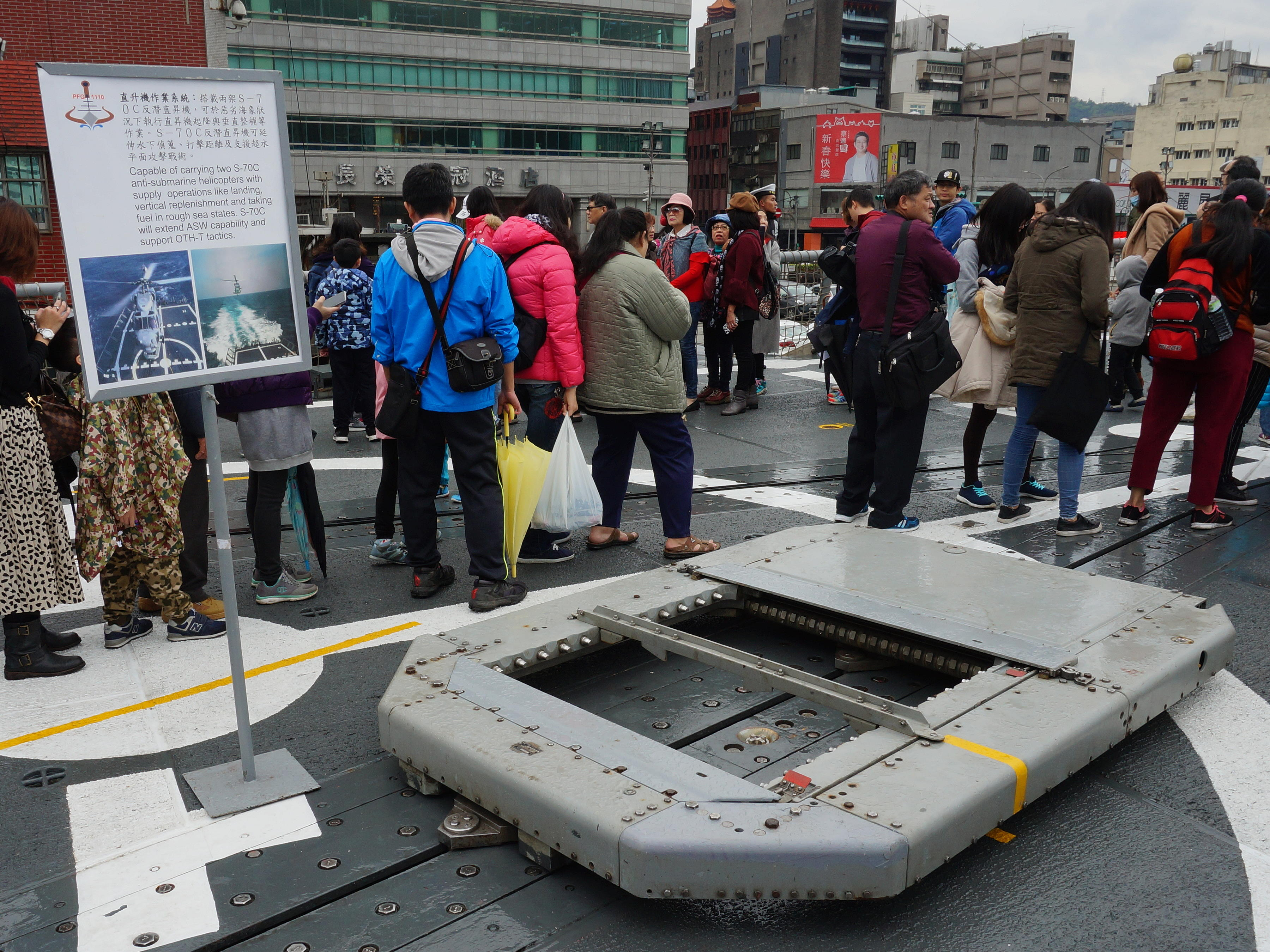
中華民國海軍108年敦睦遠航訓練支隊訪問基隆，田單軍艦艦艉直升機作業系統。
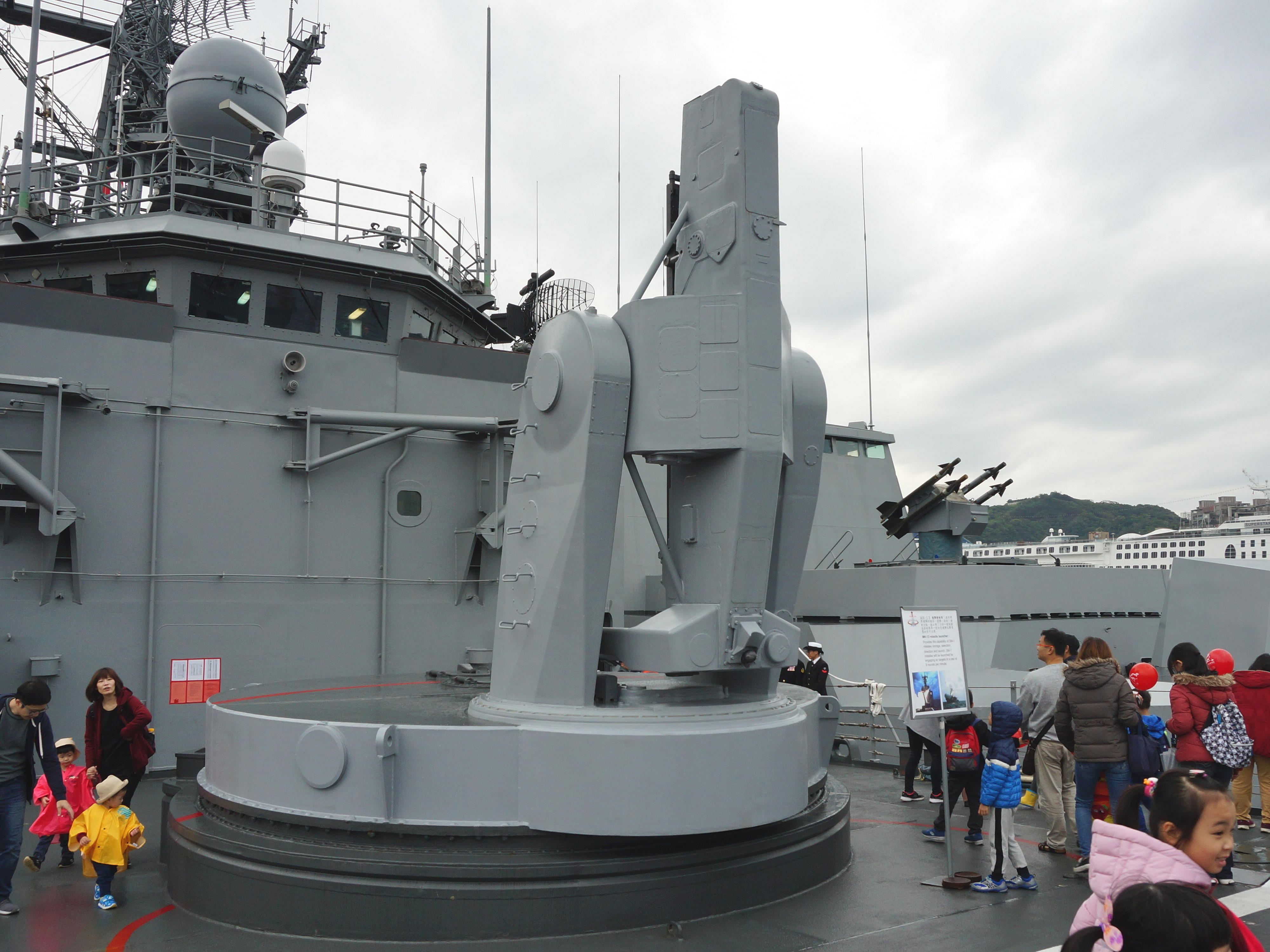
中華民國海軍108年敦睦遠航訓練支隊訪問基隆，田單軍艦艦首Mk 13飛彈發射架。
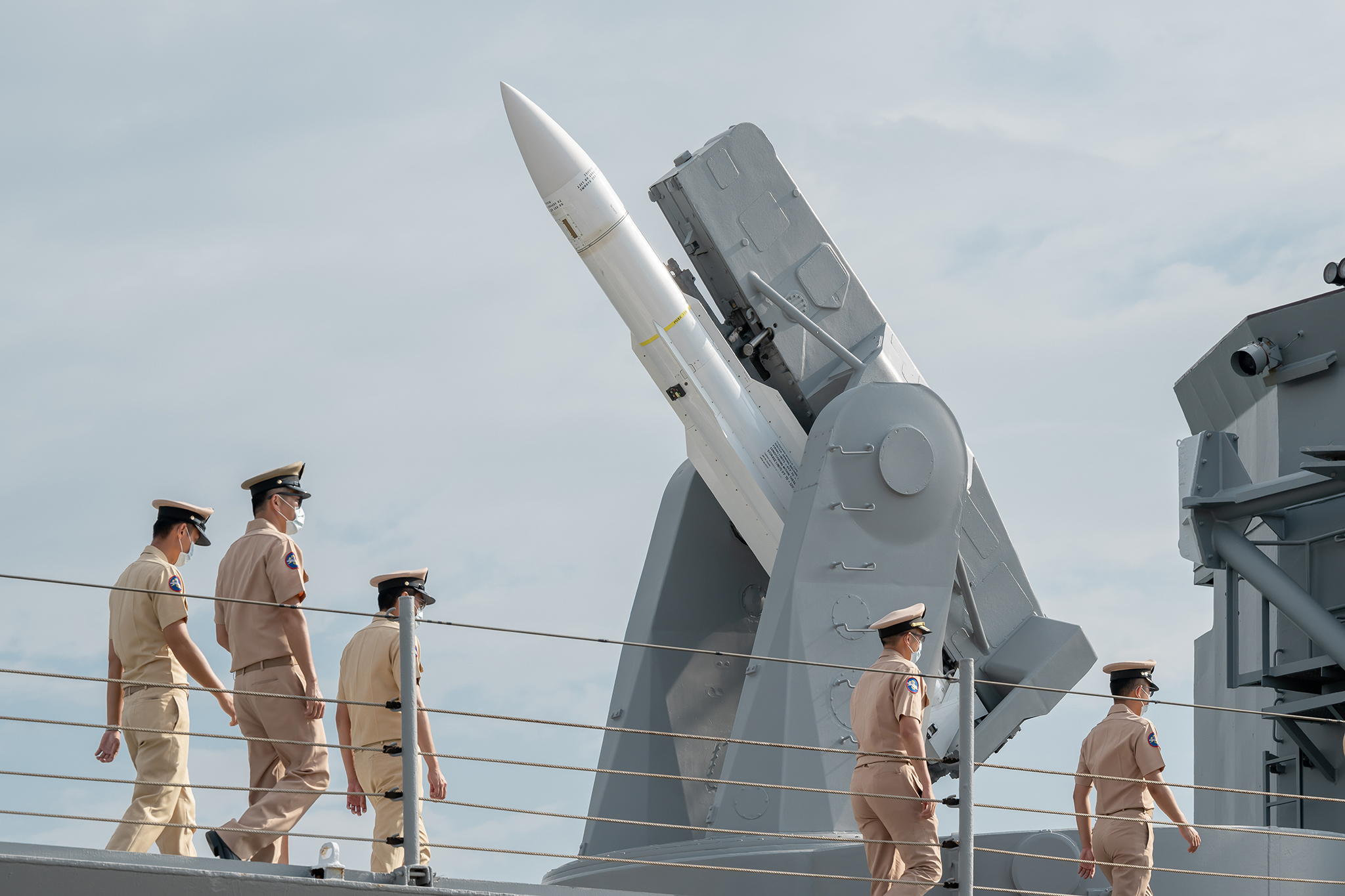
田單軍艦艦首Mk 13飛彈發射架，裝填標準一型防空飛彈。
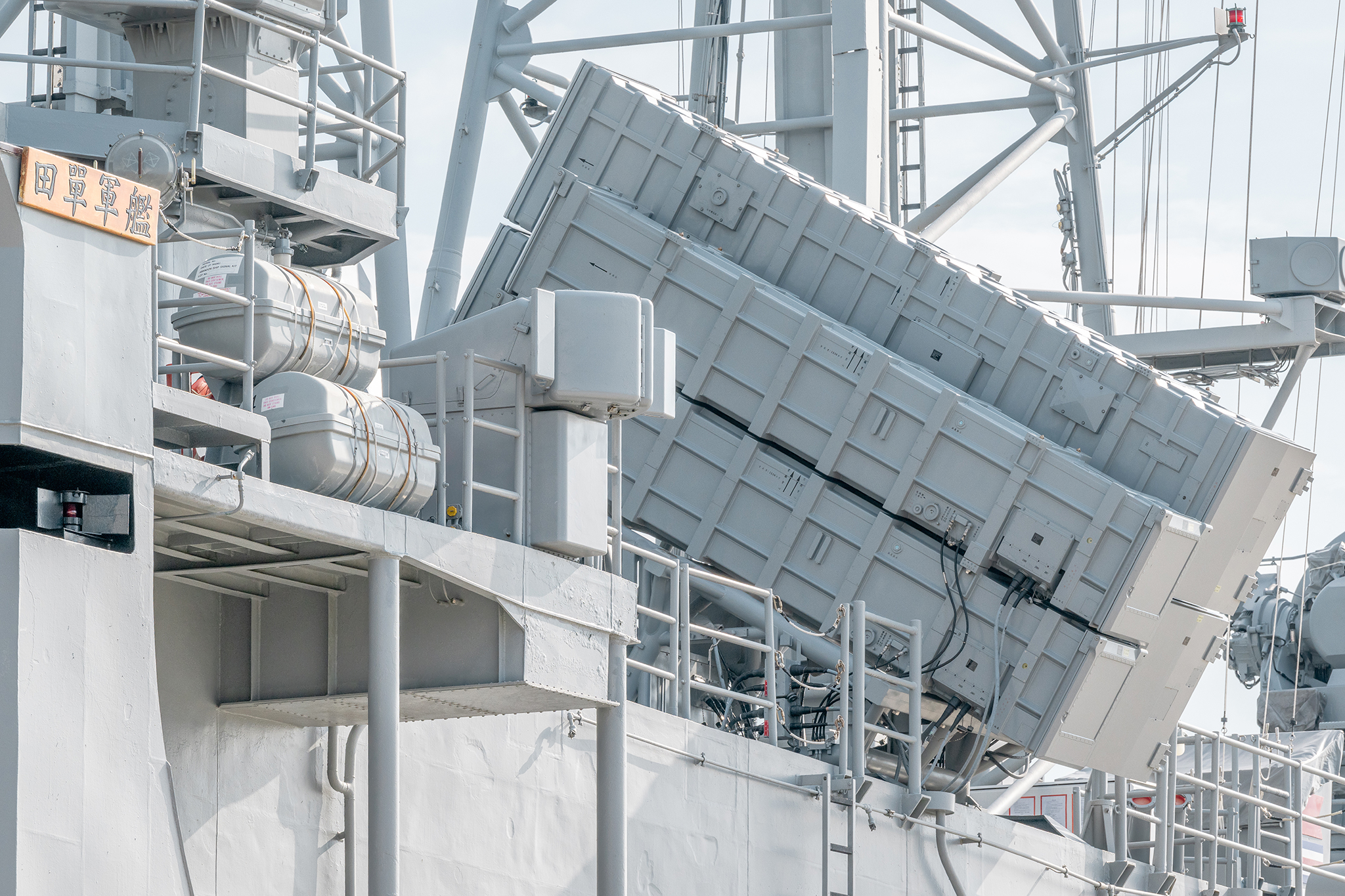
田單軍艦雄風2型與雄風3型反艦飛彈發射器
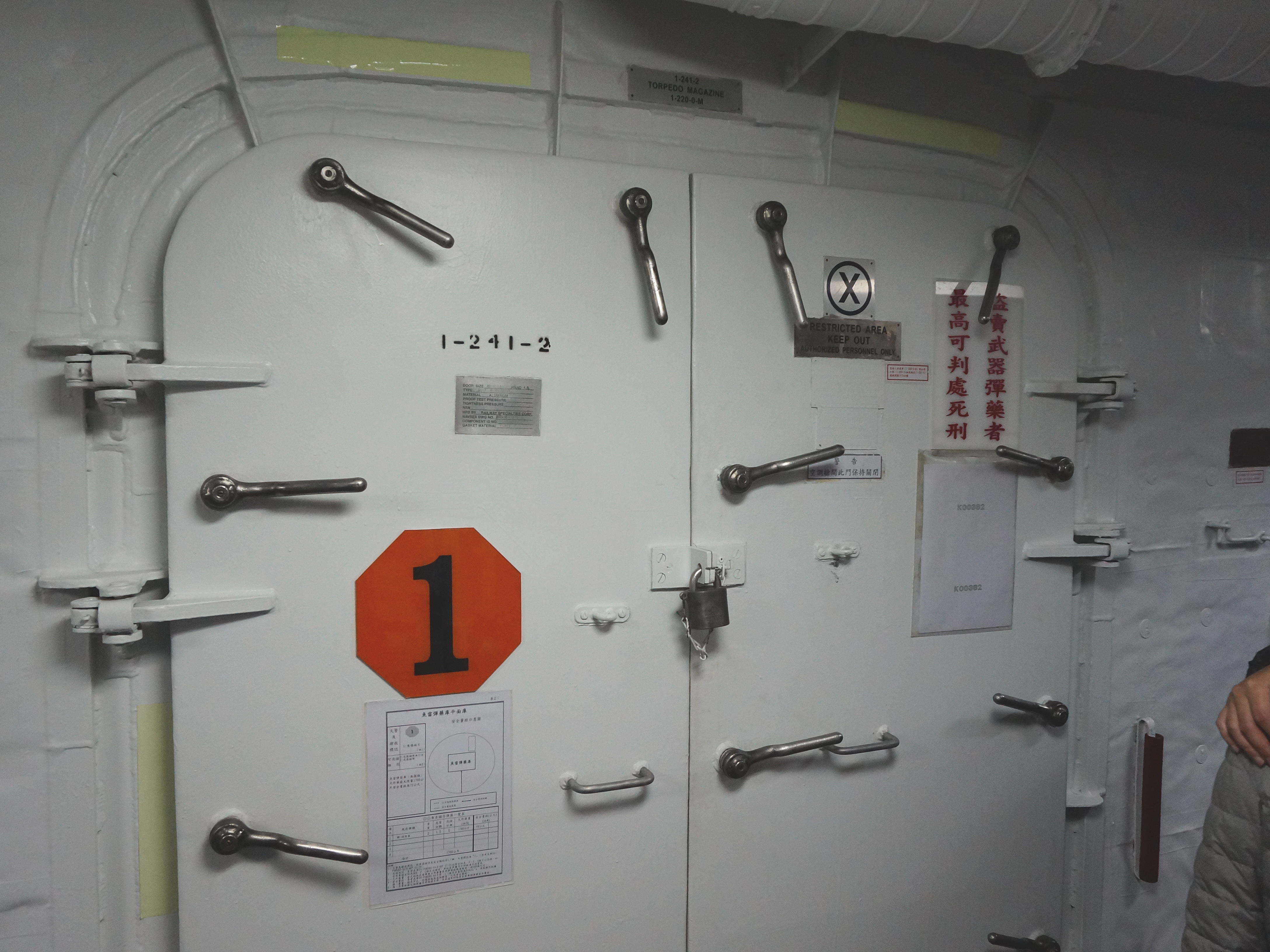
中華民國海軍108年敦睦遠航訓練支隊訪問基隆，田單軍艦中央走道左舷魚雷彈藥庫。
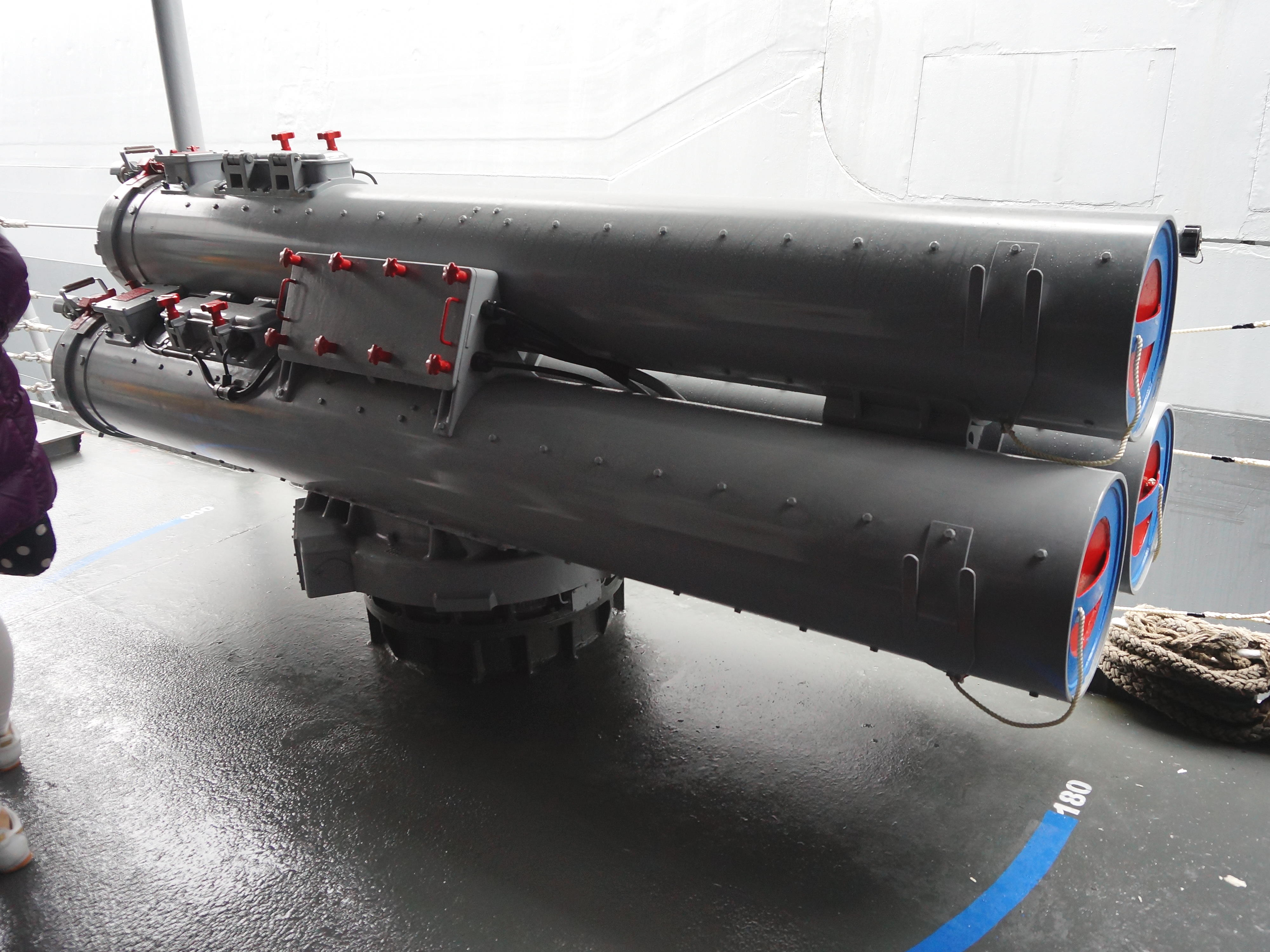
中華民國海軍108年敦睦遠航訓練支隊訪問基隆，田單軍艦右舷Mk 32魚雷發射管，可裝載Mk 46魚雷。
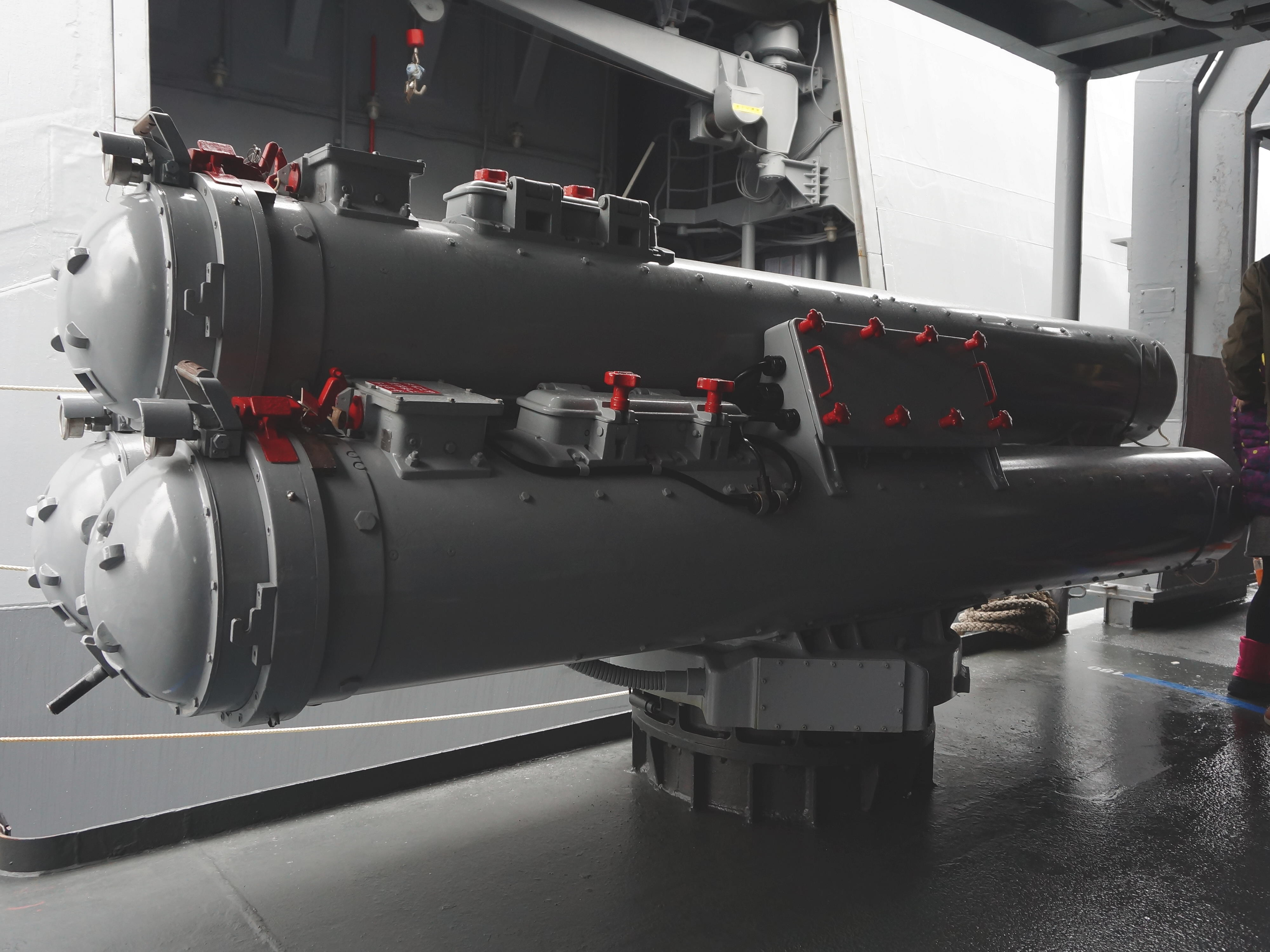
中華民國海軍108年敦睦遠航訓練支隊訪問基隆，田單軍艦右舷Mk 32魚雷發射管，可裝載Mk 46魚雷。
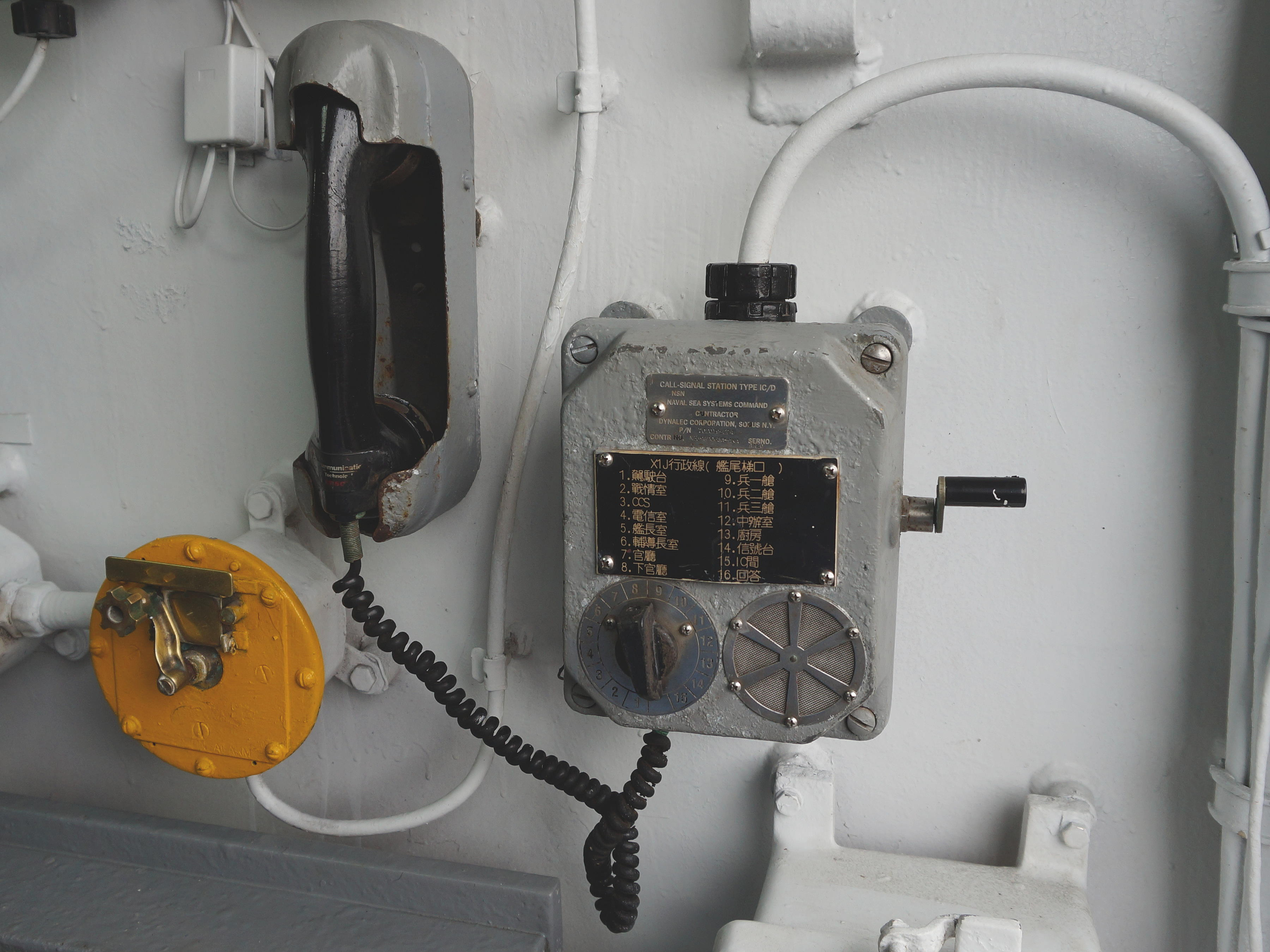
中華民國海軍108年敦睦遠航訓練支隊訪問基隆，田單軍艦中央走道右舷，聲力電話X1J行政線（艦尾梯口）。
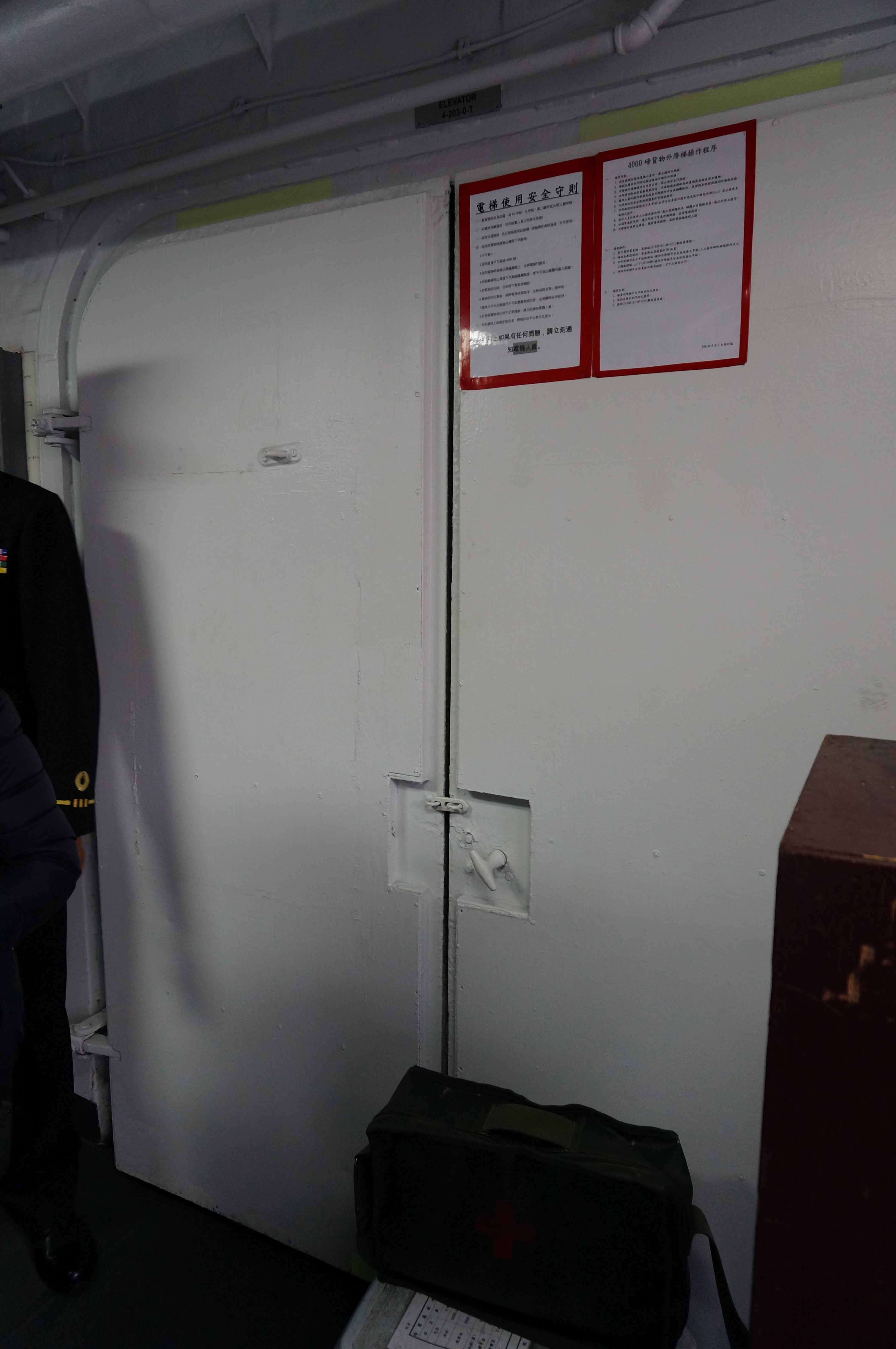
中華民國海軍108年敦睦遠航訓練支隊訪問基隆，田單軍艦中央走道右舷，4000磅貨物升降梯。用於搬運食材。
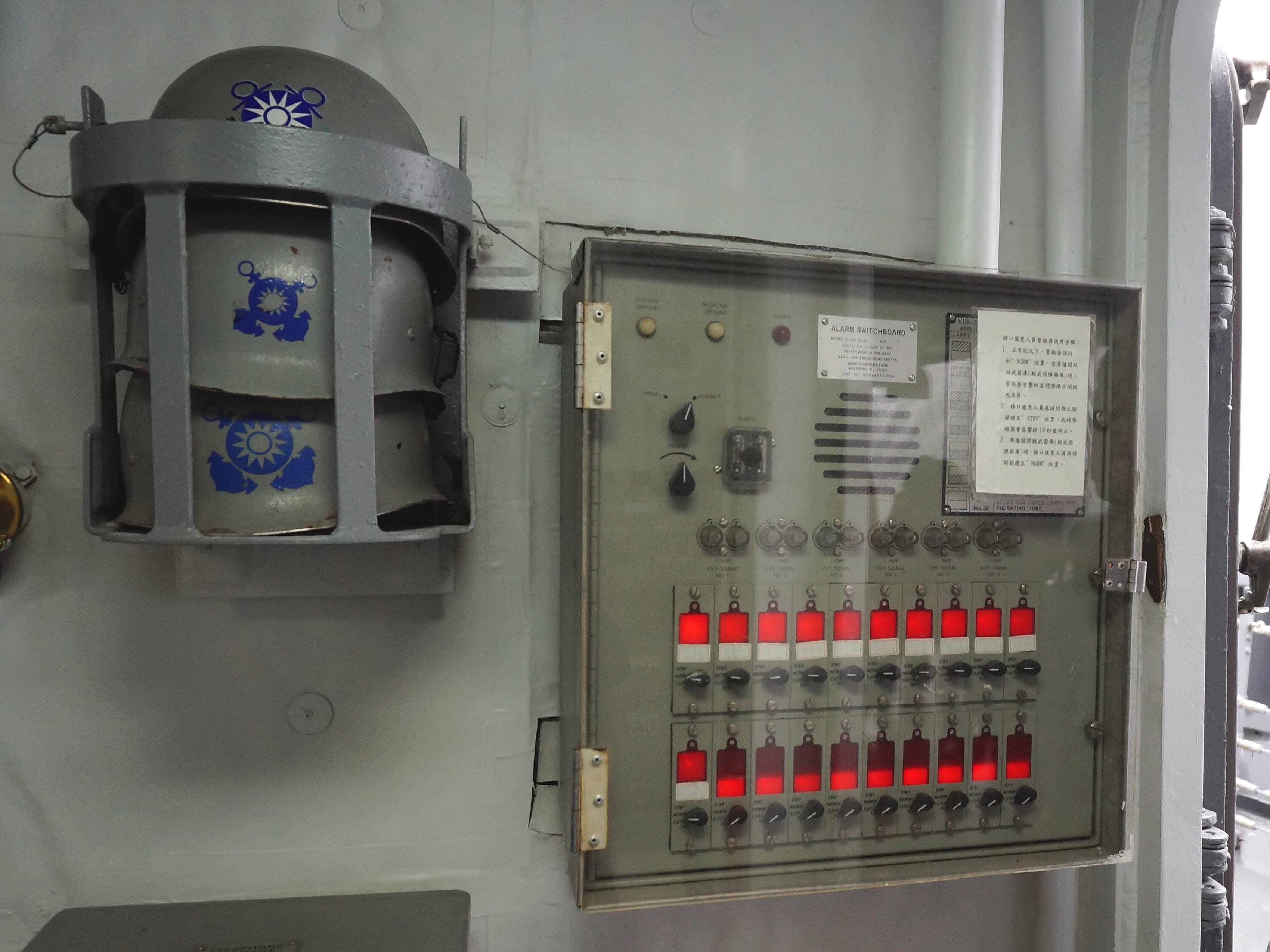
中華民國海軍108年敦睦遠航訓練支隊訪問基隆，田單軍艦中央走道左舷，梯口值更人員警報器（右）、梯口值更人員鋼盔（左）。
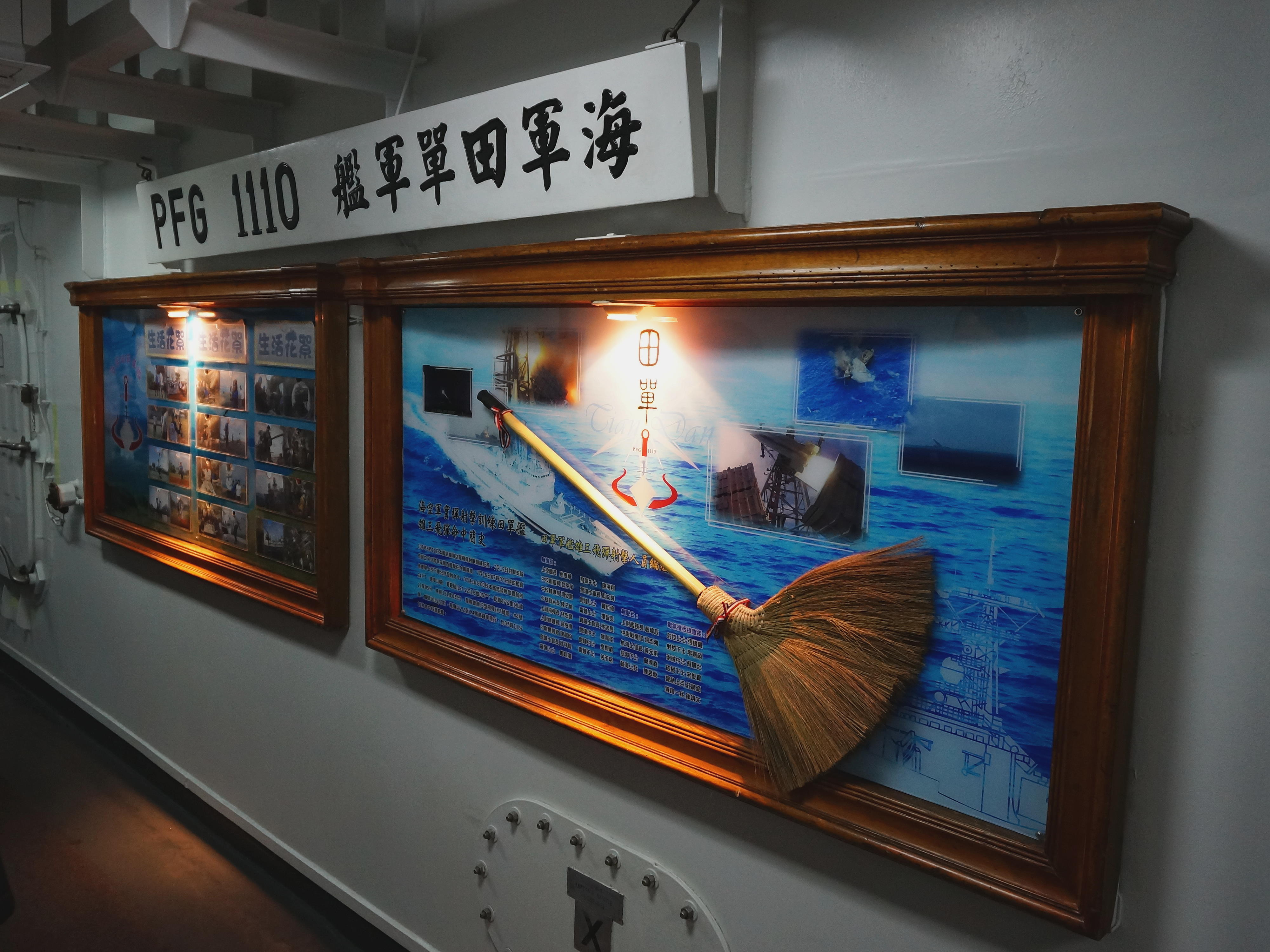
中華民國海軍108年敦睦遠航訓練支隊訪問基隆，田單軍艦中央走道右舷，本艦官兵生活花絮照片公布欄（左）、107年實彈射擊訓練雄風三型飛彈命中簡史公布欄（右）。
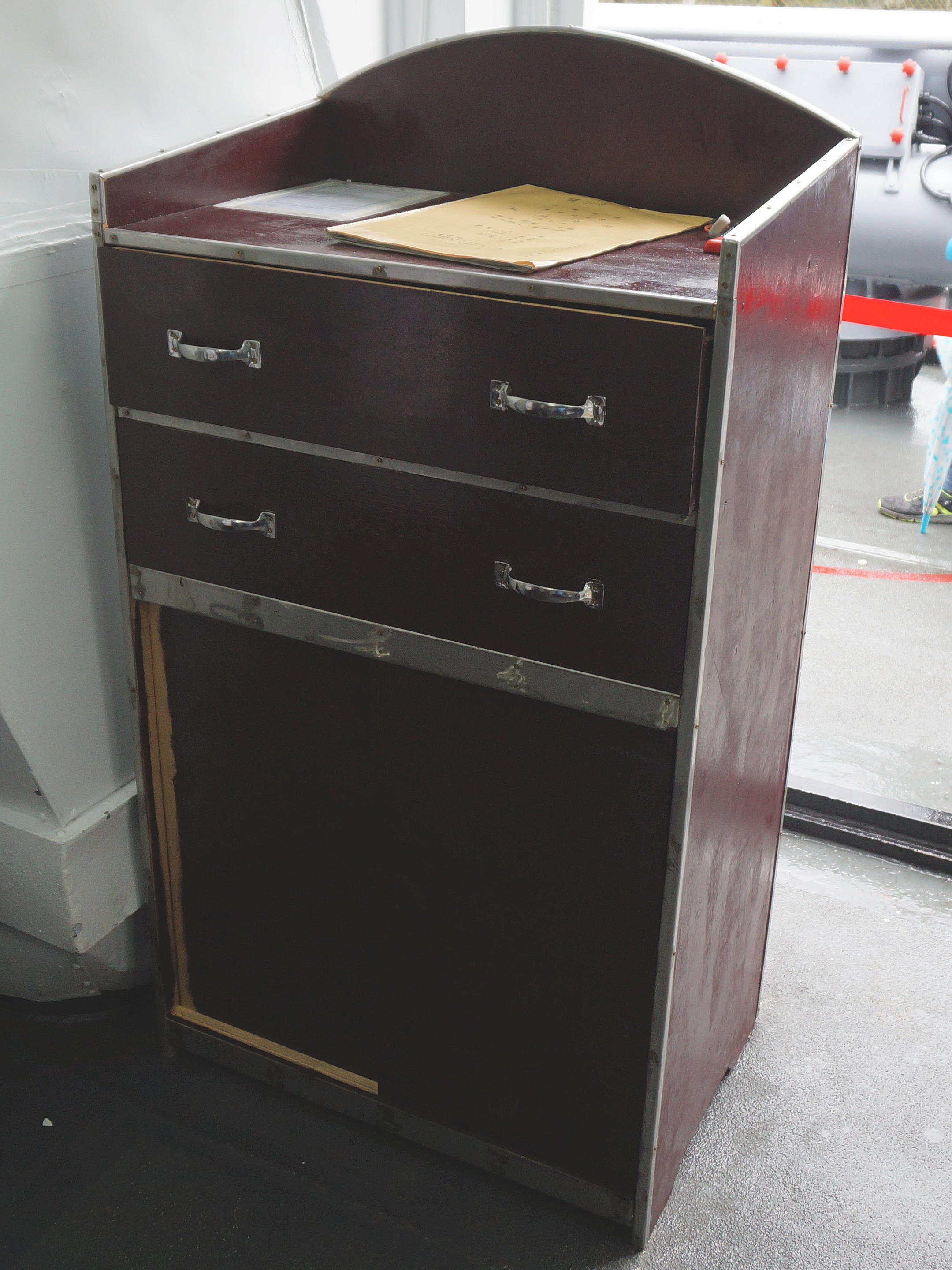
中華民國海軍108年敦睦遠航訓練支隊訪問基隆，田單軍艦值更桌，置於中央走道右舷。桌面中央放置本艦航海日記雙日本。
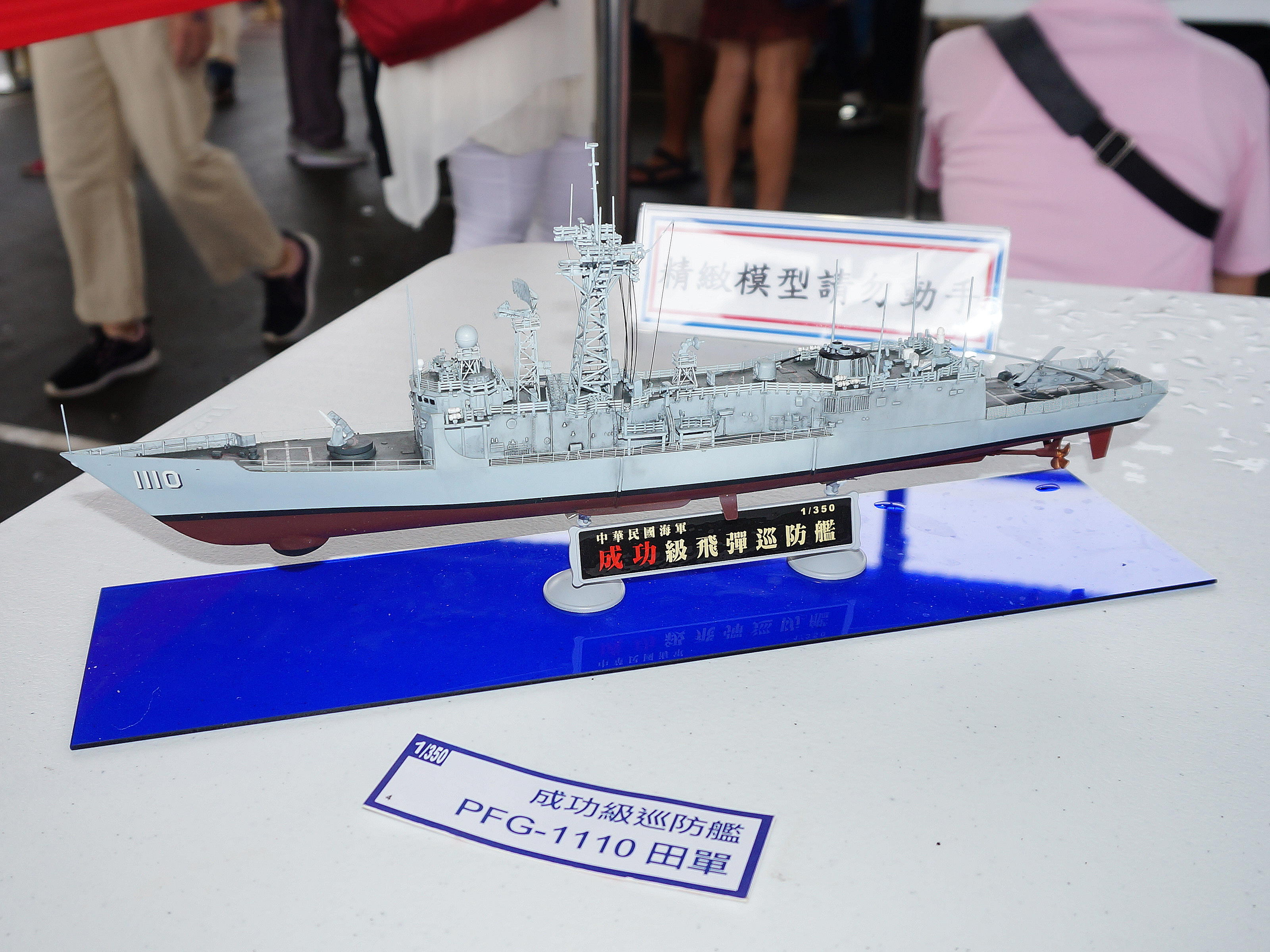
中華民國海軍基隆威海營區開放參觀，基隆港東岸碼頭，海軍田單軍艦（PFG2-1110）1:350比例模型，2019年8月28日。

## 資料來源
1. ↑  . 自由時報電子報.   [2024-05-16]. （原始内容存档于2024-05-21）.
2. ↑  . mdc.   [2019年7月23日]. （原始内容存档于2019年7月21日） （中文）.
3. ↑  . mdc.   [2019年7月24日]. （原始内容存档于2019年7月28日） （中文）.
4. ↑  . mdc.   [2019年7月21日]. （原始内容存档于2019年7月21日） （中文）.
5. ↑  總統府新聞. . 總統府. 2002年10月17日  [2019年7月24日]. （原始内容存档于2019年7月23日） （中文）.
6. ↑  葛祐豪、羅添斌. . 自由時報. 2005年7月10日  [2019年7月24日]. （原始内容存档于2019年7月23日） （中文）.
7. ↑  鄭博暉 武紹隆 吳宗勳. . TVBS新聞網. 2005年7月9日  [2019年7月24日]. （原始内容存档于2019年7月23日） （中文）.
8. ↑  洪哲政. . 聯合報. 2019年6月7日  [2019年7月24日]. （原始内容存档于2019年6月12日） （中文）.
9. ↑  游凱翔. . 中央社. 2019年6月7日  [2019年7月24日]. （原始内容存档于2019年6月8日） （中文）.
10. ↑  呂烱昌. . 今日新聞. 2019年4月14日  [2019年4月22日]. （原始内容存档于2019年4月15日） （中文）.
11. ↑  . 中華民國駐外單位聯合網站. 2019年4月26日  [2019年5月8日]. （原始内容存档于2019年5月8日）.
12. ↑  . 自由時報. 2019年5月1日  [2019年5月8日]. （原始内容存档于2019年5月8日）.
13. ↑  . 今日新聞. 2019年5月8日  [2019年5月8日]. （原始内容存档于2019年5月8日）.
14. ↑  . New talk. 2023年3月24日. （原始内容存档于2023-11-03） （中文）.
15. ↑  . 中時新聞網. 2023年8月20日. （原始内容存档于2023年11月3日） （中文）.

## 外部連結
（繁體中文）中國軍艦博物館-成功級巡防艦